# اشتهای گرجی
اِشْتِهاي‌ِگُرْجى‌ یکی از شاعران و خوشنویسان عصر قاجار است که به بین سال‌های ۱۲۴۵ تا ۱۲۸۹ زیسته‌است. وی به جهت اشعارش در وصف اطعام شهره است و با تخلص‌های اشتها و سرگشته شعر سروده‌است. اشعارش بیشتر در قالب غزل، قصیده، ترکیب‌بند، رباعی، قطعه و دوبیتی بوده‌است.

## سرگذشت
میرزا عبدالله اشتهای گرجی، یکی از شاعران و خوشنویسان عصر قاجار است که به سال ۱۲۴۵ ه.ق مصادف با ۱۸۲۹ میلادی در اصفهان متولد شد. شهرت او بیشتر به سبب سرودن اشعاری در خصوص خوردنی‌هاست. تخلص او در شعر و شاعری، اشتها و سرگشته بوده‌است.
پدر عبدالله، حاجی فریدون نام داشت که از گرجیانی بود که در زمان آقامحمدخان قاجار از گرجستان به ایران آمدند. حاجی فریدون از همان بدو ورود به ایران، با خاندان محمدحسین صدر اصفهانی ارتباط نزدیک برقرار کرد و به اصفهان رفت. عبدالله از جوانی به تحصیل علوم ادبی پرداخت و در کنار آن به خط نیز توجه داشت. او پس از آنکه به مدارجی از علم رسید، تعلیم فرزندان خاندان صدر را عهده‌دار شد.
میرزا عباس علی خرم لنبانی، در یک ماده تاریخ، درگذشت اشتها را چنین گزارش می‌کند «ای وای که اشتها نداریم دگر» بر اساس حروف ابجد این مصرع، تاریخ درگذشت اشتها، ۱۲۸۹ ه.ق است.

## در ادبیات
عبدالله اشتها یکی از شاعران انجمن ادبی ابوالفقرا محسوب می‌شد که سرپرستی آن انجمن را ملامحمد باقر گزی اصفهانی (متوفی ۱۲۸۶) عهده‌دار بود. جلسات این انجمن در روزهای جمعه در منزل ملامحمد باقر برگزار می‌شد. اشتها در شعر و شاعری، از شیوه بسحاق اطعمه — شاعر قرن هشتم قمری — پیروی می‌کرد و به همین جهت در وصف خوراکی‌ها و غذاهای گوناگون، اشعاری بسیار سروده‌است. اشعاری بسیاری از او به تتبع و استقبال از سعدی و حافظ سروده شده‌است. سروده‌های اشتها بیشتر در قالب غزل، قصیده، ترکیب‌بند، رباعی، قطعه و دوبیتی است.
دیوان اشعار اشتها به سال‌های ۱۲۸۲، ۱۳۰۶ و ۱۳۱۴ ه.ق در تهران و به صورت چاپ سنگی منتشر شده‌است. در سال ۱۳۱۲ ه.ق در بمبئی هند نیز به کوشش ملک المتکلمین شیرازی، نسخه‌ای از این دیوان منتشر شده‌است. یک نسخه چاپ انتقادی از این نسخه وجود دارد که به سال ۱۳۷۰ ه.ش در تهران و به کوشش امین خضرایی (واله) منتشر شده‌است.